# Cantó de Mauguiò

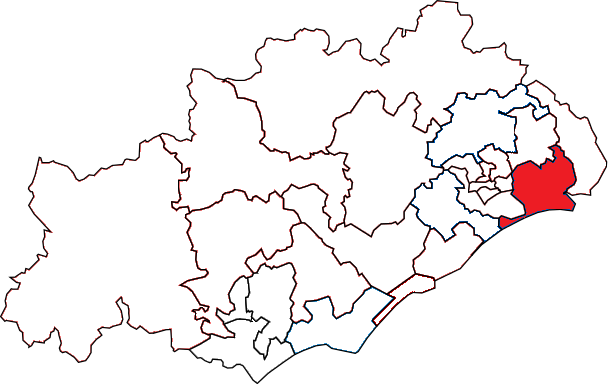
El cantó de Mauguiò a l'Erau

El cantó de Mauguiò és un cantó francès del departament de l'Erau, a la regió d'Occitània. Forma part del districte de Montpeller, té 8 municipis i el cap cantonal és Mauguiò.

## Municipis

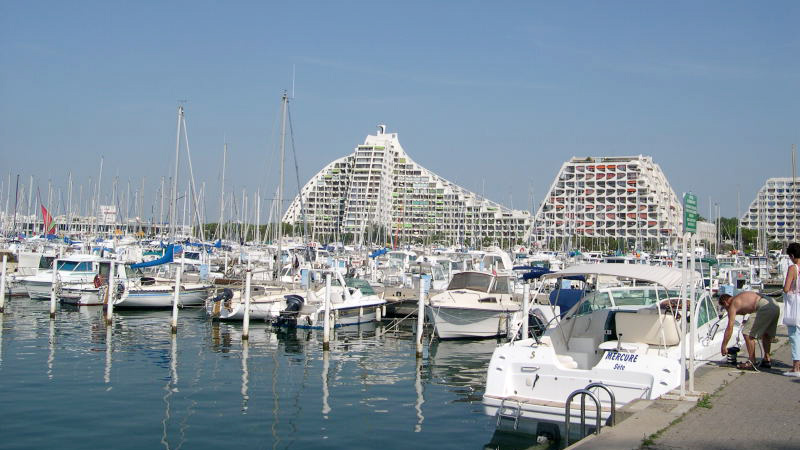
El port de la Mota Granda

- Candilhargues
- La Mota Granda
- Lançargues
- Mauguiò
- Mudason
- Palavàs
- Sant Aunès
- Valèrgues